# Задача трёх тел (роман)
«Задача трёх тел» (кит. трад. 三體, упр. 三体, пиньинь Sān tǐ) — роман китайского писателя-фантаста Лю Цысиня в жанре научной фантастики. Является первой частью трилогии автора «Воспоминания о прошлом Земли», но китайские читатели в целом воспринимают трилогию по названию первого романа.
Написан в 2006 году и издан в журнальной серии 科幻世界 («Мир фантастики»). Вышел отдельной книгой в 2008 году, став одним из самых популярных фантастических романов Китая. Обрёл широкое мировое признание после публикации перевода на английском языке под заглавием «The Three-Body Problem» (переводчик Кен Лю); во время своего президентства его читал Барак Обама. В том же году роман был номинирован на премию «Небьюла», а в 2015 году стал обладателем премии «Хьюго» как лучший фантастический роман года.
Название романа отсылает читателя к задаче трёх тел, одной из нерешаемых в аналитическом виде задач небесной механики.
15 января 2023 года вышел первый эпизод экранизации в виде телесериала китайского производства. 21 марта 2024 года на Netflix вышла американская телеадаптация.

## Сюжет
Действие романа начинается в КНР, в эпоху разгара Культурной революции. Героиня, женщина-астрофизик Е Вэньцзе, становится свидетелем преследований и убийства отца, вся вина которого заключалась в защите физики от маоистской идеологии.
В это же время китайское правительство запускает сверхсекретный проект «Красный берег», цель которого — поиск внеземных цивилизаций посредством создания огромного радиотелескопа и отправки в космос радиосигналов. Привлечённой к проекту Е Вэньцзе удаётся, используя Солнце как ретранслятор, отправить в космос послание инопланетянам. Она получает из космоса ответное послание-предупреждение с просьбой больше никогда не выходить на связь, ради безопасности Земли. Несмотря на это, разочарованная в человечестве Е Вэньцзе использует «Красный берег», чтобы пригласить инопланетян на Землю.
В начале XXI века второй герой, нанотехнолог Ван Мяо, становится свидетелем череды странных событий в мировой науке — эксперименты на ускорителях частиц дают противоречивые результаты, из-за чего учёные, считая, что предел познания Вселенной достигнут, совершают самоубийства. После согласия Ван Мяо участвовать в расследовании — на него тоже начинает оказываться давление — ему повсюду мерещатся цифры с пугающим обратным отсчётом, которые исчезают лишь тогда, когда Ван Мяо прерывает свои исследования. Военные и спецслужбы полагают, что некто пытается затормозить научный прогресс на Земле.
Ключом к разгадке является компьютерная игра со шлемом виртуальной реальности «Задача трёх тел» (см. Задача трёх тел), к которой присоединяется и герой. Игра «Задача трёх тел», используя образы земных исторических деятелей, таких, как Мо-цзы, Исаак Ньютон и Альберт Эйнштейн, рассказывает историю мира с тремя солнцами — планеты Трисолярис, находящейся на неустойчивой орбите в тройной звёздной системе Альфа Центавра. Цивилизации Трисоляриса развиваются и погибают в беспорядочно наступающих «эрах хаоса», когда планета оказывается слишком близко к звёздам или слишком далеко от них. Как оказывается, через игру вербует сторонников движение «Земля — Трисолярис» — своего рода «пятая колонна», организация, созданная Е Вэньцзе и американским миллиардером-алармистом Майклом Эвансом с целью отдать планету в руки трисоляриан.
Военные, используя изобретение Ван Мяо — нитевидные нанокристаллы, уничтожают передвижную базу движения «Земля — Трисолярис», корабль «День гнева». Завладев архивом движения, герои понимают, что находятся в центре уже идущего инопланетного вторжения. Трисоляриане отчаялись найти решение математической задачи трёх тел, которое могло бы дать находящимся на грани гибели жителям Трисоляриса возможность предсказывать орбиту планеты. В сигнале Е Вэньцзе тоталитарная власть Трисоляриса увидела шанс на спасение — с Альфы Центавра отправлен флот космических кораблей, который прибудет к Земле через 400 лет. Чтобы подготовить своё появление на планете, трисоляриане бомбардировали Землю «софонами» — вездесущими и невидимыми многомерными элементарными частицами с искусственным интеллектом, призванными блокировать развитие земной науки и осуществлять связь между руководством движения «Земля — Трисолярис» и правительством Трисоляриса при помощи эффекта квантовой запутанности.
В финале романа трисоляриане через невидимый «софон» обращаются напрямую к раскрывшим заговор героям с коротким презрительным посланием: «Вы — жуки». Один из героев, полицейский Ши Цян, приободряет своих товарищей-учёных, показывая им саранчу — насекомых, которых люди не в состоянии истребить, даже несмотря на превосходство в технологиях. Тем самым обозначена надежда на выживание человечества в борьбе с превосходящим их в развитии врагом.

## Трилогия
Последующие книги трилогии «Память о прошлом Земли»:
- 黑暗森林 («Тёмный лес»), 2008; вышла на английском в издании Tor Books в 2015 году[9]; любительский перевод с английского на русский опубликован в 2017 году[10];
- 死神永生 («Вечная жизнь Смерти»), 2010; английский перевод опубликован в 2016 году[11]; любительский перевод с английского на русский опубликован в 2017 году[12].